# Regina Pats
Regina Pats är ett kanadensiskt proffsjuniorishockeylag som är baserat i Regina, Saskatchewan och har spelat i den nordamerikanska proffsjuniorligan Western Hockey League (WHL) sedan 1966 när WHL bildades som Western Canadian Hockey League (WCHL). Pats som lag grundades redan 1917 och är den äldsta juniorishockeylaget i världen som fortfarande existerar. Innan de spelade i WHL så spelade de i ishockeyligor som Saskatchewan Junior Hockey League (SJHL) och Canadian Major Junior Hockey League (CMJHL) och använde olika namn som Patricias, Monarchs och Pats fram till de anslöt sig till WCHL/WHL. Laget spelar sina hemmamatcher i Brandt Centre, som har en publikkapacitet på 6 200 åskådare. De har vunnit Memorial Cup fyra gånger för säsongerna 1924-1925, 1927-1928, 1929-1930 och 1973-1974 och WHL två gånger för säsongerna 1973-1974 och 1979-1980.
Pats har fostrat spelare som Murray Armstrong, Murray Balfour, Dave Balon, Victor Bartley, Red Berenson, Mike Blaisdell, Buzz Boll, Derek Boogaard, Lyndon Byers, Kyle Calder, Nathan Dempsey, Robert Dirk, L.S. Dutkowski, Jordan Eberle, Aut Erickson, Garnet Exelby, Todd Fedoruk, Dunc Fisher, Ron Flockhart, Jimmy Franks, Jeff Friesen, Stan Gilbertson, Clark Gillies, Butch Goring, Johnny Gottselig, Dirk Graham, Stu Grimson, Kevin Haller, Josh Harding, Terry Harper, Bill Hay, Jamie Heward, Bill Hicke, Ernie Hicke, Barret Jackman, Mark Janssens, Greg Joly, Brad Lauer, Gary Leeman, Ed Litzenberger, Reed Low, Len Lunde, Al MacInnis, Nevin Markwart, Paul Masnick, Derek Morris, Alex Motter, Colton Orr, Garry Peters, Ronald Petrovický, Gord Pettinger, Rich Preston, Chico Resch, Rick Rypien, Don Saleski, Jeff Shantz, Mike Sillinger, Jason Smith, Kenny Smith, Brian Spencer,  Ed Staniowski, Brad Stuart, Esa Tikkanen, Bob Turner, Darren Veitch, Doug Wickenheiser och Eddie Wiseman som alla tillhör alternativt tillhörde olika medlemsorganisationer i den nordamerikanska proffsligan National Hockey League (NHL).